# Kłymasziwka
Kłymasziwka (ukr. Климашівка, pol. hist. Klimaszówka) – wieś na Ukrainie, w obwodzie chmielnickim, w rejonie chmielnickim.
Znajduje tu się mijanka i przystanek kolejowy Kłymasziwka, położona na linii Szepetówka – Chmielnicki.

## Historia
W XIX i w początkach XX w. Klimaszówka położona była w Rosji, w guberni podolskiej, w powiecie płoskirowskim, w gminie Chodkowce.
Po I wojnie światowej pod administracją polską, w Zarządzie Cywilnym Ziem Wołynia i Frontu Podolskiego, w okręgu podolskim, w powiecie płoskirowskim.
W wyniku postanowień traktatu ryskiego znalazła się w granicach Związku Sowieckiego. Od 1991 w niepodległej Ukrainie.

## Pałac
- dwukondygnacyjny pałac, kryty dachem czterospadowym; wybudowany w 1820 r. w stylu późnoklasycystycznym przez Kaliksta Borkowskiego[2]. Od frontu portyk z czterema kolumnami doryckimi, przedzielonymi na piętrze balkonem, podtrzymującymi  trójkątny fronton, w którym znajdował się herb Duninów: Łabędź. W pałacu była bogata biblioteka. Wokół obiektu park[3].

## Urodzeni
- Witold Chmielewski (1892-1940) – burmistrz Klecka, ppłk piechoty WP, kawaler Orderu Virtuti Militari, ofiara zbrodni katyńskiej
- Piotr Dunin Borkowski (1898–1940) – kpt. dyplomowany rezerwy artylerii WP, kawaler Orderu Virtuti Militari, ofiara zbrodni katyńskiej.
- Maria Wodzicka

## Przypisy

Herb Duninów Łabędź, który znajdował się w frontonie pałacu